# اسباب‌بازی (ترانه)
 «اسباب‌بازی» (به عبری: טוי) تک‌آهنگی از هنرمند اهل اسرائیل نتا بارزیلای است که در ۱۱ مارس ۲۰۱۸ منتشر شد. این ترانه برنده شصت و سومین دوره از مسابقات آواز یوروویژن شد مضمونی دربارهٔ نهراسیدن از متفاوت بودن دارد.

## واکنش منتقدان
شارلوت رانسی از دیلی تلگراف به ترانه از ۵ ستاره ۵ داد و آن را «موسیقی پاپِ باشکوه و غریب» با «ترانهای بازیگوشانه و اجرای آوازیِ قدرتمند» توصیف کرد.